# Naser Orić
Naser Orić (* 3. března 1967, Potočari, SFR Jugoslávie) je bývalý bosenský velitel Armády Republiky Bosny a Hercegoviny (ARBiH) ve Srebrenici během války v Bosně a Hercegovině. Po válce byl vyznamenán řádem Zlaté lilie (Zlatni ljiljan), který představuje nejvyšší vojenské vyznamenání Armády Republiky Bosny a Hercegoviny.
V současné době[kdy?] je podnikatelem, prezidentem Asociace veteránů 28. divize armády Bosny a Hercegoviny a penzistou. Mezinárodní trestní tribunál pro bývalou Jugoslávii v Haagu (ICTY) ho shledal nevinným a 3. července 2008 jej zprostil všech obvinění.
Orić byl původně členem speciální jugoslávské policejní jednotky pro boj s chemickými a biologickými zbraněmi a propracoval se až k prezidentu Jugoslávie Slobodanu Miloševićovi. Podílel se například na akci dopadení Vuka Draškoviće.
Po vzniku konfliktu v Jugoslávii se stal velitelem potočarské teritoriální obrany, která bojovala proti Srbům a která se později transformovala do Armády Republiky Bosny a Hercegoviny. Koncem roku 1991 byl jmenován velitelem TO pro Srebrenici (tuto funkci mu potvrdilo i tehdejší předsednictví republiky).
Orić poté provozoval diskotéku v Tuzle. V roce 2003 byl tamtéž zatčen a předán Mezinárodnímu trestnímu tribunálu pro bývalou Jugoslávii a obviněn z fyzického násilí na vězněných Srbech a z útoků na srbské vesnice. Vrchní žalobkyně OSN Carla del Ponteová žádala pro Oriće 18 let odnětí svobody. Soud proběhl v roce 2006 a Naser Orić byl odsouzen na 2 roky vězení. Vzhledem k tomu, že strávil tři roky ve vazbě, byl okamžitě propuštěn. Žalobkyně Ponteová prohlásila dvouletý trest za příliš nízký, 3. července 2008 byl rozsudek nakonec zcela zrušen a Orić očištěn s tím, že se obvinění proti němu neprokázala. 